# (2723) Gorshkov
(2723) Gorshkov (1976 GM2; 1970 GO2; 1978 TS2) ist ein ungefähr 13 Kilometer großer Asteroid des äußeren Hauptgürtels, der am 31. August 1978 vom russischen (damals: Sowjetunion) Astronomen Nikolai Stepanowitsch Tschernych am Krim-Observatorium (Zweigstelle Nautschnyj) auf der Halbinsel Krim (IAU-Code 095) entdeckt wurde. Er gehört zur Themis-Familie, einer Gruppe von Asteroiden, die nach (24) Themis benannt ist.

## Benennung
(2723) Gorshkov wurde nach dem Geodäten und Astronomen Pjotr Michailowitsch Gorschkow (1883–1975) benannt, der Professor an der Staatlichen Universität Sankt Petersburg war sowie in den Bereichen Geodäsie, Gravimetrie, Himmelsmechanik und Geschichte der Astronomie forschte.